# (500506) 2012 TF287
(500506) 2012 TF287 és un asteroide pertanyent al cinturó d'asteroides, descobert el 9 d'octubre de 2012 per l'equip del Spacewatch des de l'Observatori Nacional de Kitt Peak, Arizona, Estats Units.
Provisionalment va ser designat com 2012 TF287.
Està situat a una distància mitjana del Sol de 3,106 ua, podent allunyar-se'n fins a 3,400 ua i acostar-s'hi fins a 2,813 ua. La seva excentricitat és 0,094 i la inclinació orbital 3,722 graus. Triga 2000,27 dies a completar una òrbita al voltant del Sol.
La magnitud absoluta de 2012 TF287 és 16,6.